# Ейдриън Лайн
Ейдриън Лайн (на английски: Adrian Lyne) е английски режисьор, сценарист и филмов продуцент.
Роден е на 4 март 1941 година в Питърбъро в семейството на учител. От ранна възраст се интересува от кино и през 70-те години започва да режисира телевизионни реклами. Първият му пълнометражен филм е от 1980 година, а през следващите години получава международна известност с филми като номинирания за „Оскар“ и „Златен глобус“ за режисура „Фатално привличане“ (Fatal Attraction, 1987), „Неприлично предложение“ (Indecent Proposal, 1993), „Лолита“ (Lolita, 1997). През 2002 година прекратява активната си работа като режисьор.

## Избрана филмография
- „Флашданс“ (Flashdance, 1983)
- „Девет седмици и половина“ (9½ Weeks, 1986)
- „Фатално привличане“ (Fatal Attraction, 1987)
- „Неприлично предложение“ (Indecent Proposal, 1993)
- „Лолита“ (Lolita, 1997)
- „Изневяра“ (Unfaithful, 2002)
- „Дълбока вода“ (Deep Water, 2022)